# Liechtensteiner-Cup 1963-1964
La Liechtensteiner-Cup 1963-1964 è stata la 19ª edizione della coppa nazionale del Liechtenstein conclusa con la vittoria finale del FC Balzers, al suo primo titolo.
Della competizione è noto solo il risultato della finale.

## Finale
| Vaduz | FC Balzers | 1 – 0 | FC Triesen |  |